# John Rabe (film)
John Rabe – chińsko-niemiecko-francuski film biograficzny z 2009 roku. Poświęcony jest postaci Johna Rabe, niemieckiego biznesmena i członka NSDAP, który podczas masakry nankińskiej w grudniu 1937 roku pomógł utworzyć w mieście strefę neutralną, dającą schronienie ponad 200 tysiącom ludzi uciekających przed dokonującymi eksterminacji ludności cywilnej Japończykami.
Ze względu na podejmowaną tematykę film porównywany był do Listy Schindlera. Obraz nie był dystrybuowany w Japonii i wywołał gwałtowne protesty japońskich nacjonalistów, według których masakra nankińska to wytwór chińskiej propagandy.

## Obsada
Źródło: Filmweb
- Ulrich Tukur – John Rabe
- Daniel Brühl – Georg Rosen
- Steve Buscemi – doktor Robert Wilson
- Zhang Jingchu – Langshu
- Anne Consigny – Valérie Dupres
- Dagmar Manzel – Dora Rabe
- Teruyuki Kagawa – książę Asaka
- Fang Yu – Han
- Mathias Herrmann – Jochen Fließ
- Akira Emoto – generał Matsui
- Togo Igawa – ambasador Fukuda
- Shaun Lawton – wielebny Maggee

## Produkcja
Zdjęcia kręcono w Nankinie i Szanghaju.